# イスラエル・クリスタル
イスラエル・クリスタル（Yisrael KristalまたはIsrael Kristal、1903年9月15日 - 2017年8月11日）は、かつて男性長寿世界一だったイスラエル在住のユダヤ人男性。男女ともにイスラエル史上最高齢の人物であり、1903年生まれの男性としては最後の生き残りでもあった。ホロコースト生還者。

## 人物

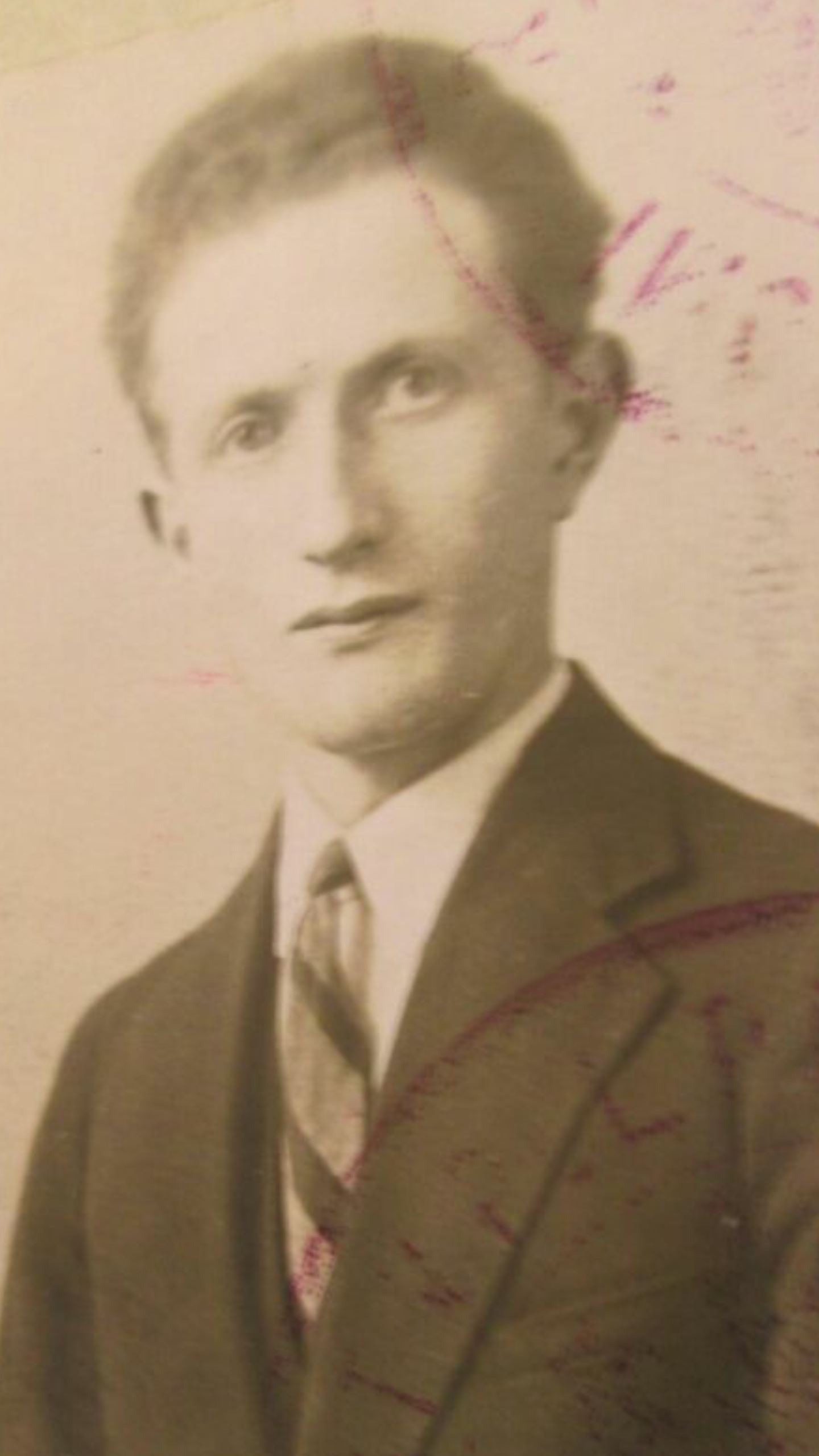
1931年、28歳のときのクリスタル

1903年9月15日、ポーランドのジャルヌフ近郊で生まれる。1910年代初頭に両親が相次いで死去し、ウッチで菓子職人として修業。ドイツのポーランド侵攻でゲットーに収容された後1943年にアウシュヴィッツ＝ビルケナウ強制収容所に移送され、2人の子供や妻ら一家全員を失う中1人だけ生き残った。1945年に同収容所が解放された際、彼の体重は37kgまで減っていたという。1950年に2人目の妻と共にイスラエルのハイファに移住。以後、再び菓子職人として生計を立てた。
2014年頃から、「ホロコーストから生還した世界最高齢の人物」としてメディアに取り上げられるようになった。

## 長寿記録
2016年1月19日に世界最高齢男性であった小出保太郎が亡くなったことにより、ギネス世界記録はクリスタルを世界最高齢の男性として認定するための調査を開始。同年3月11日にギネス世界記録はクリスタルを世界最高齢男性として認定した。
2017年8月11日に113歳330日で死去。生前、彼はホロコーストの体験を人前で話すことは滅多になかったという。イスラエル・クリスタルの死去に伴い、世界最高齢の男性は、日本の北海道足寄町の112歳の野中正造となった。